# Burajdż
Burajdż (arab. بريج) – miejscowość w Syrii, w muhafazie Hama. W 2004 roku liczyła 2153 mieszkańców.